# Conoderus eschscholtz
Conoderus eschscholtz är en skalbaggsart som beskrevs av Johann Friedrich von Eschscholtz 1830. Conoderus eschscholtz ingår i släktet Conoderus och familjen knäppare. Inga underarter finns listade i Catalogue of Life.